# Stazione di Davos Platz
La stazione di Davos Platz è la stazione ferroviaria a servizio dell'omonimo quartiere di Davos, nel cantone svizzero dei Grigioni. È capolinea delle linee Davos-Filisur e Landquart-Davos.
È gestita dalla Ferrovia Retica (RhB).

## Storia

La stazione nel 1958

La stazione fu aperta al servizio pubblico nel 1890, quando la cittadina fu raggiunta dalla ferrovia proveniente da Landquart con il completamento dell'ultimo tratto da Klosters.
Come la linea ferroviaria l'esercizio era svolto dalla Schmalspurbahn Landquart-Davos (SLD) che nel 1895 cambiò denominazione nell'attuale Ferrovia Retica (in tedesco Rhätische Bahn). Nei programmi di Willem Jan Holsboer, l'imprenditore olandese fondatore della SLD, c'era la costruzione di un collegamento ferroviario fra Davos e Sankt Moritz. Dopo la sua morte, la RhB decise di realizzare una breve linea che avrebbe collegato Davos Platz alla ferrovia dell'Albula nei pressi della stazione di Filisur in modo da raggiungere l'obiettivo originario del fondatore.
La ferrovia da Filisur fu aperta nel 1909.

## Strutture e impianti

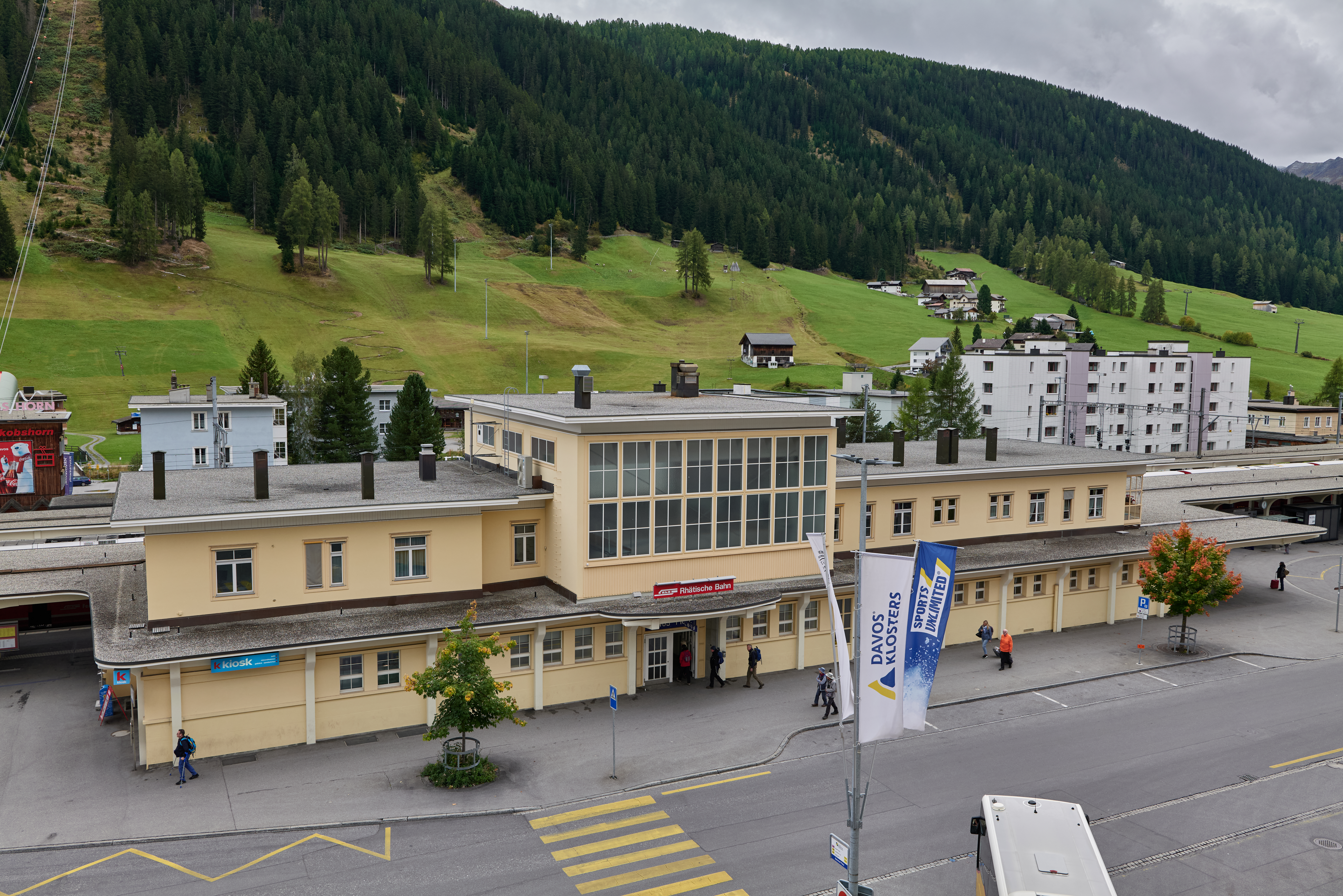
Il fabbricato viaggiatori visto dall'alto

Il fabbricato viaggiatori è un edificio in muratura a due livelli fuori terra con un corpo centrale a tre livelli.
Il piazzale è composto da sei binari in asse al fabbricato viaggiatori di cui uno di raccordo verso la vicina rimessa locomotive dotata a sua volta di un piazzale a sei binari, di cui tre coperti, e di piattaforma girevole.
I primi tre binari sono adibiti al servizio passeggeri e pertanto sono serviti da due banchine, collegate tra loro da un sottopasso, e protette da pensiline lungo quasi tutta la loro lunghezza. Il sottopassaggio collega altresì l'impianto ferroviario alla stazione di valle della funivia dello Jakobshorn.
Lato Filisur, è presente uno scalo merci dotato di un fascio a due binari e di tre carroponti a posizione fissa.

## Movimento

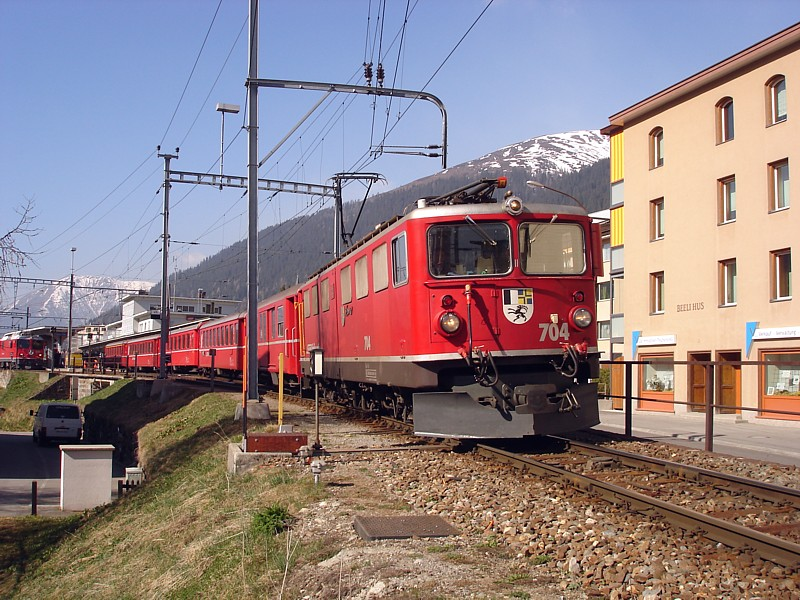
Treno trainato dalla locomotiva Ge 6/6 II nr. 704 di RhB in uscita diretta a Klosters Platz

La stazione è servita due RegioExpress (RE), esercite da Rhb:
- RE1 Klosters Platz-Filisur, che è parte della relazione RE13 che ha come capolinea la stazione di Landquart
- RE2 Klosters Platz-Davos Platz, anch'essa parte di una relazione più ampia, la RE24, con capolinea da Landquart.

Fino a dicembre 2024, entrambe le linee RegioExpress avevano Davos Platz come capolinea, mentre la ferrovia per Filisur era coperta da un altro servizio completamente separato: la RE11.

## Interscambi
- Stazione autobus
- Fermata funivia (Davos Platz, funivia dello Jakobshorn)

## Servizi
- Biglietteria a sportello
- Biglietteria automatica
- Sala d'attesa
- Servizi igienici
- Posto di polizia ferroviaria
- Ufficio informazioni turistiche
- Negozi